# Pietro Selvatico
Il marchese Pietro Selvatico Estense (Padova, 27 aprile 1803 – Padova, 26 febbraio 1880) è stato un architetto, critico d'arte e storico dell'arte italiano.
Sostenitore dello stile neogotico applicato all'architettura religiosa, progettò chiese e restauri di chiese nel Veneto e nel Trentino, ma è noto soprattutto per la critica e storia dell'arte, la storia e teoria del restauro, la ricognizione dei beni artistici.

## Biografia
Pietro nacque nel 1803 dal marchese Benedetto Bartolomeo - appartenente ad una nobile famiglia padovana, insignita nel 1758 del titolo marchionale dal duca di Modena Francesco III d'Este con facoltà di aggiungere il cognome Estense - e della nobil donna Maria Bolgeni. Iniziò a studiare giurisprudenza a Padova (senza laurearsi) nel 1819-1820, frequentando le lezioni di Lodovico Menin, per poi dedicarsi all'architettura, sotto la guida di Giuseppe Jappelli, di cui fu amico. Ben presto, in parallelo all'attività di architetto, cominciò a collaborare a pubblicazioni d'arte e letteratura.
Non fu coinvolto nei moti del 1848, parteggiando secondo alcune voci per gli austriaci.
Dal 1849 insegnò estetica e storia dell'architettura all'Accademia di Belle Arti di Venezia, di cui fu anche preside. 
Presiedette la commissione imperiale per la conservazione dei Monumenti artistici e storici delle provincie venete e spese ogni energia per la conservazione degli affreschi giotteschi nella cappella degli Scrovegni e per la valorizzazione dei beni artistici della sua città. 
Nel 1867 fondò l'Istituto d'Arte di Padova, che porta il suo nome.
Fu tra i pochi critici italiani dell'epoca romantica a sostenere la tradizione.
Ebbe un ruolo di primo piano nel dibattito che fece da sfondo al concorso per la facciata di Santa Maria del Fiore, a Firenze; in proposito, contribuì in maniera determinante all'affermazione del disegno tricuspidale di Emilio De Fabris e influenzò notevolmente la genesi del progetto definitivo.
Fu molto legato al suo allievo Camillo Boito, che è considerato il suo successore. Morì a Padova nel 1880.

## Opere
(elenco parziale)

### Pubblicazioni
- Sull'architettura e la scultura in Venezia dal Medio Evo ai nostri giorni, 1847.
- Storia estetico-critica delle arti del disegno, 1852-56.
- Scritti d'arte, 1859.

### Architetture

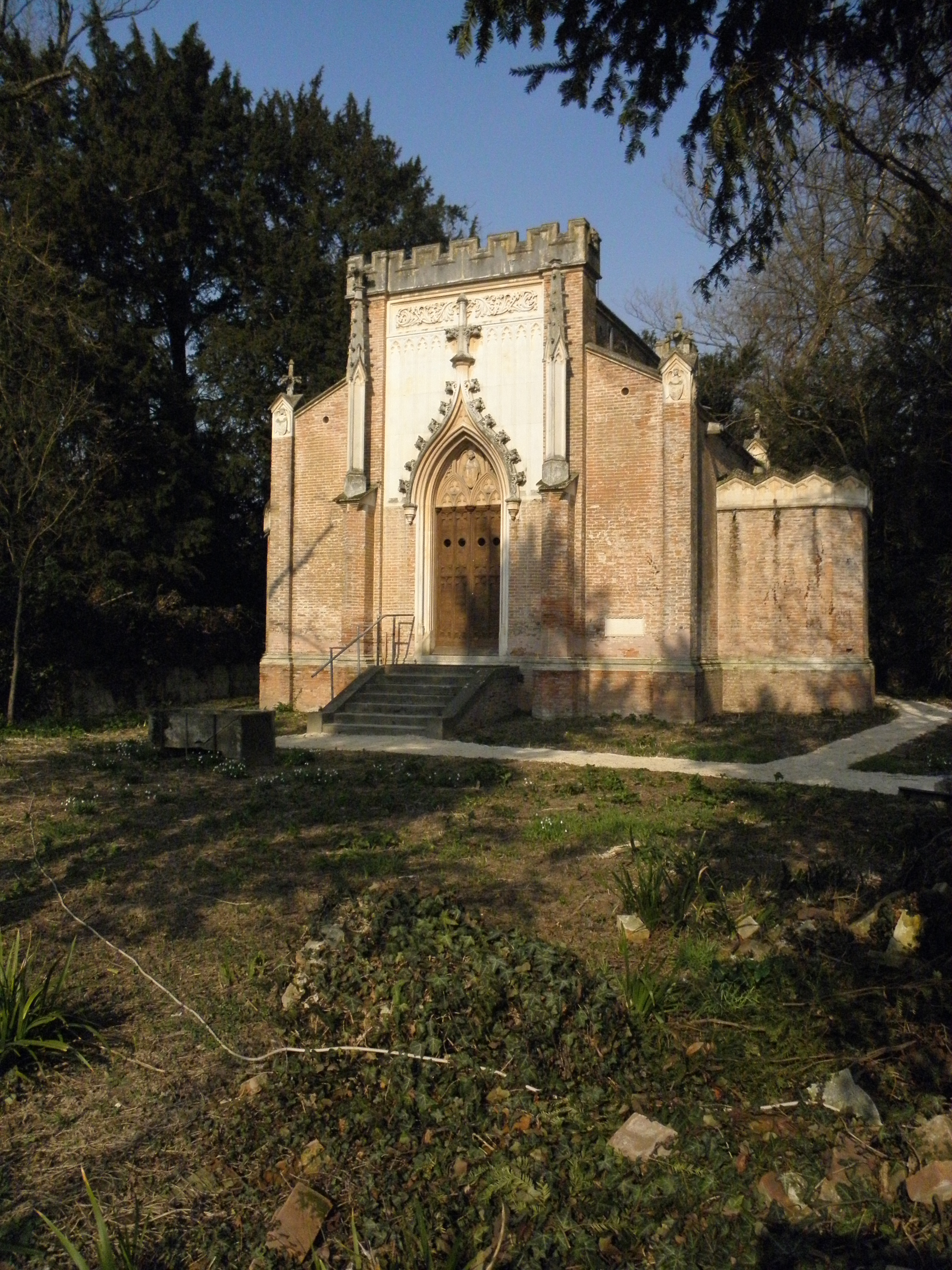
La cappella funeraria di Villa Pisani a Vescovana, in provincia di Padova

- Nuova facciata della chiesa di San Pietro a Trento.[2]
- Restauro del Palazzo Comunale di Piacenza.[2]
- Cappella funeraria di Villa Pisani Bolognesi Scalabrin a Vescovana, in provincia di Padova.